# Blood Story (film 1972)
Blood Story, noto anche come Blood Story (Storia di sangue), è un film del 1972 diretto da Amasi Damiani.

## Trama
Stati Uniti, anni '30. La banda mafiosa di Sam dopo una rapina si rifugia in una piccola città fantasma dove si é già insediata un'altra gang, insieme ad un misterioso prete. Le due bande si uniscono, fino a quando la moglie di uno dei boss della gang é attratta da un membro dell'altra gang, progettando di scappare e iniziare una nuova vita insieme.